# Seznam trenerjev lige NHL
Seznam trenerjev lige NHL.

## Trenutna moštva
| Anaheim Mighty Ducks  | Randy Carlyle    | Seznam trenerjev Anaheim Mighty Ducks  |
| Atlanta Thrashers     | Bob Hartley      | Seznam trenerjev Atlanta Thrashers     |
| Boston Bruins         | Mike Sullivan    | Seznam trenerjev Boston Bruins         |
| Buffalo Sabres        | Lindy Ruff       | Seznam trenerjev Buffalo Sabres        |
| Calgary Flames        | Darryl Sutter    | Seznam trenerjev Calgary Flames        |
| Carolina Hurricanes   | Peter Laviolette | Seznam trenerjev Carolina Hurricanes   |
| Chicago Blackhawks    | Trent Yawney     | Seznam trenerjev Chicago Blackhawks    |
| Colorado Avalanche    | Joel Quenneville | Seznam trenerjev Colorado Avalanche    |
| Columbus Blue Jackets | Gerard Gallant   | Seznam trenerjev Columbus Blue Jackets |
| Dallas Stars          | Dave Tippett     | Seznam trenerjev Dallas Stars          |
| Detroit Red Wings     | Mike Babcock     | Seznam trenerjev Detroit Red Wings     |
| Edmonton Oilers       | Craig MacTavish  | Seznam trenerjev Edmonton Oilers       |
| Florida Panthers      | Jacques Martin   | Seznam trenerjev Florida Panthers      |
| Los Angeles Kings     | Andy Murray      | Seznam trenerjev Los Angeles Kings     |
| Minnesota Wild        | Jacques Lemaire  | Seznam trenerjev Minnesota Wild        |
| Montreal Canadiens    | Claude Julien    | Seznam trenerjev Montreal Canadiens    |
| Nashville Predators   | Barry Trotz      | Seznam trenerjev Nashville Predators   |
| New Jersey Devils     | Larry Robinson   | Seznam trenerjev New Jersey Devils     |
| New York Islanders    | Steve Stirling   | Seznam trenerjev New York Islanders    |
| New York Rangers      | Tom Renney       | Seznam trenerjev New York Rangers      |
| Ottawa Senators       | Bryan Murray     | Seznam trenerjev Ottawa Senators       |
| Philadelphia Flyers   | Ken Hitchcock    | Seznam trenerjev Philadelphia Flyers   |
| Phoenix Coyotes       | Wayne Gretzky    | Seznam trenerjev Phoenix Coyotes       |
| Pittsburgh Penguins   | Ed Olczyk        | Seznam trenerjev Pittsburgh Penguins   |
| San Jose Sharks       | Ron Wilson       | Seznam trenerjev San Jose Sharks       |
| St. Louis Blues       | Mike Kitchen     | Seznam trenerjev St. Louis Blues       |
| Tampa Bay Lightning   | John Tortorella  | Seznam trenerjev Tampa Bay Lightning   |
| Toronto Maple Leafs   | Pat Quinn        | Seznam trenerjev Toronto Maple Leafs   |
| Vancouver Canucks     | Marc Crawford    | Seznam trenerjev Vancouver Canucks     |
| Washington Capitals   | Glen Hanlon      | Seznam trenerjev Washington Capitals   |

## Bivša moštva
- Seznam trenerjev Atlanta Flames
- Seznam trenerjev Colorado Rockies
- Seznam trenerjev Hartford Whalers
- Seznam trenerjev Hamilton Tigers in Quebec Bulldogs
- Seznam trenerjev Kansas City Scouts
- Seznam trenerjev New York Americans
- Seznam trenerjev Montreal Maroons
- Seznam trenerjev Montreal Wanderers
- Seznam trenerjev Minnesota North Stars
- Seznam trenerjev Oakland Seals, California Golden Seals in Cleveland Barons
- Seznam trenerjev Ottawa Hockey Club
- Seznam trenerjev Philadelphia Quakers
- Seznam trenerjev  Pittsburgh Pirates
- Seznam trenerjev Quebec Nordiques
- Seznam trenerjev Winnipeg Jets